# Critics' Choice Movie Award du meilleur film d'animation
Le Critics' Choice Movie Award du meilleur film d'animation (Broadcast Film Critics Association Award for Best Animated Feature) est l'une des récompenses décernées aux professionnels de l'industrie du cinéma par le jury de la Broadcast Film Critics Association depuis 1999.

## Palmarès

### Années 1990
- 1999 : (ex æquo)
  - 1 001 Pattes (A Bug's Life)
  - Le Prince d'Égypte (The Prince of Egypt)

### Années 2000
- 2000 : Toy Story 2

- 2001 : Chicken Run

- 2002 : Shrek 
  - Monstres et Cie (Monsters, Inc.)
  - Waking Life

- 2003 : Le Voyage de Chihiro (千と千尋の神隠し) 
  - L'Âge de glace (Ice Age)
  - Lilo et Stitch (Lilo and Stitch)

- 2004 : Le Monde de Nemo (Finding Nemo) 
  - Frère des ours (Brother Bear)
  - Les Triplettes de Belleville

- 2005 : Les Indestructibles (The Incredibles) 
  - Shrek 2
  - Le Pôle express (The Polar Express)

- 2006 : Wallace et Gromit : Le Mystère du lapin-garou (The Curse of the Were-Rabbit) 
  - Chicken Little
  - Les Noces funèbres (Corpse Bride)
  - Le Château ambulant (ハウルの動く城)
  - Madagascar

- 2007 : Cars 
  - Souris City (Flushed Away)
  - Happy Feet
  - Monster House
  - Nos voisins, les hommes (Over the Hedge)

- 2008 : Ratatouille 
  - Bee Movie : Drôle d'abeille (Bee Movie)
  - La Légende de Beowulf (Beowulf)
  - Persepolis
  - Les Simpson, le film (The Simpsons Movie)

- 2009 : WALL-E 
  - Volt, star malgré lui (Bolt)
  - Kung Fu Panda
  - Madagascar 2
  - Valse avec Bachir (ואלס עם באשיר)

### Années 2010
- 2010[1] : Là-haut (Up)
  - Tempête de boulettes géantes (Cloudy with a Chance of Meatballs)
  - Coraline
  - Fantastic Mr. Fox
  - La Princesse et la Grenouille (The Princess And The Frog)

- 2011[2] : Toy Story 3
  - Dragons (How To Train Your Dragon)
  - L'Illusionniste (The Illusionist)
  - Moi, moche et méchant (Despicable Me)
  - Raiponce (Tangled)

- 2012[3] : Rango
  - Les Aventures de Tintin : Le Secret de La Licorne (The Adventures of Tintin: The Secret of the Unicorn)
  - Le Chat potté (Puss in Boots)
  - Kung Fu Panda 2
  - Mission : Noël (Arthur Christmas)

- 2013[4] : Les Mondes de Ralph (Wreck-it Ralph)
  - Les Cinq Légendes (Rise Of The Guardians)
  - L'Étrange Pouvoir de Norman (ParaNorman)
  - Frankenweenie
  - Madagascar 3 (Madagascar 3: Europe’s Most Wanted)
  - Rebelle (Brave)

- 2014[5] : La Reine des neiges (Frozen)
  - Les Croods (The Croods)
  - Moi, moche et méchant 2 (Despicable Me 2)
  - Monstres Academy (Monsters University)
  - Le vent se lève (風立ちぬ, Kaze tachinu)

- 2015[6] : La Grande Aventure Lego (The Lego Movie)
  - Les Boxtrolls (The Boxtrolls)
  - Dragons 2 (How to Train Your Dragon 2)
  - La Légende de Manolo (The Book of Life)
  - Les Nouveaux Héros (Big Hero 6)

- 2016 : Vice-versa (Inside Out)
  - Anomalisa
  - Le Voyage d'Arlo (The Good Dinosaur)
  - Snoopy et les Peanuts, le film (The Peanuts Movie)
  - Shaun le mouton, le film (Shaun the Sheep Movie)

- 2017 : Zootopie (Zootopia)
  - Le Monde de Dory (Finding Dory)
  - Kubo et l'Armure magique (Kubo and the Two Strings)
  - Vaiana : La Légende du bout du monde (Moana)
  - La Tortue rouge
  - Les Trolls (Trolls)

- 2018 : Coco
  - Parvana, une enfance en Afghanistan (The Breadwinner)
  - Moi, moche et méchant 3 (Despicable Me 3)
  - Lego Batman, le film (The Lego Batman Movie)
  - La Passion Van Gogh (Loving Vincent)

- 2019 : Spider-Man: New Generation (Spider-Man: Into the Spider-Verse)
  - Le Grinch (The Grinch)
  - Les Indestructibles 2 (Incredibles 2)
  - L'Île aux chiens (Isle of Dogs)
  - Miraï, ma petite sœur (Mirai no Mirai)
  - Ralph 2.0 (Ralph Breaks the Internet)

### Années 2020
- 2020 : Toy Story 4
  - Abominable
  - La Reine des neiges 2 (Frozen II)
  - Dragons 3 : Le Monde caché (How to Train Your Dragon: The Hidden World)
  - J'ai perdu mon corps
  - Monsieur Link (Missing Link)

- 2022 : Les Mitchell contre les machines (The Mitchells vs. the Machines)
  - Encanto : La Fantastique Famille Madrigal (Encanto)
  - Flee
  - Luca
  - Raya et le Dernier Dragon (Raya and the Last Dragon)

- 2023 : Pinocchio
  - Marcel the Shell with Shoes On
  - Le Chat potté 2 : La Dernière Quête
  - Alerte rouge
  - Wendell et Wild

- 2024 : Spider-Man: Across the Spider-Verse
  - Le Garçon et le Héron (Kimi-tachi wa dō ikiru ka)
  - Élémentaire (Elemental)
  - Nimona
  - Ninja Turtles: Teenage Years (Teenage Mutant Ninja Turtles: Mutant Mayhem)
  - Wish : Asha et la Bonne Étoile (Wish)

- 2025 : Le Robot sauvage (The Wild Robot)
  - Flow
  - Vice-versa 2 (Inside Out 2)
  - Mémoires d'un escargot (Memoir of a Snail)
  - Wallace et Gromit : La Palme de la vengeance (Wallace & Gromit: Vengeance Most Fowl)